# Michel Lokola Elemba
 (août 2014).
Si vous disposez d'ouvrages ou d'articles de référence ou si vous connaissez des sites web de qualité traitant du thème abordé ici, merci de compléter l'article en donnant les références utiles à sa vérifiabilité et en les liant à la section « Notes et références ».
Michel Lokola Elemba, né le 15 octobre 1958 dans la province de Sankuru, est homme politique de la République démocratique du Congo.
Il est membre du Parti lumumbiste unifié (PALU) et a été ministre de Budget dans le gouvernement Muzito I.

## Biographie
Michel Lokola Elemba est un économiste diplômé de l'université de Kinshasa et de l'Institut international d'administration publique de Paris.
Ancien inspecteur chef de brigade de la contre-vérification fiscale à la direction générale des Impôts, il était depuis 2007, directeur de cabinet adjoint chargé des questions économiques, financières et sociales auprès du Premier ministre Antoine Gizenga, et président du conseil d'administration de l'Office des douanes et accises (OFIDA).

### Vie politique
Il est ministre du Budget du gouvernement Muzito I à compter du 26 octobre 2008. Les recettes et les dépenses du projet de budget du Gouvernement central de la république démocratique du Congo pour l’exercice 2010 sont estimées à 4 181,1 milliards de francs congolais, soit 4,9 milliards de dollars américains. Comparé au budget de l’exercice 2009 évalué à 2 629,3 milliards de francs congolais : on constate ainsi un taux d’accroissement nominal de 59 %.
Il est député national depuis 2011.